# KARA 2nd JAPAN TOUR 2013 KARASIA
「 KARA 2nd JAPAN TOUR 2013 KARASIA 」（カラ・セカンド・ジャパン・ツアー・2013 カラシア）は、2014年3月19日にDVD、Blu-rayにて発売されたKARAのライブ映像作品である。

## 概要
2013年10月から開催され全国7ヶ所14公演、計12万人を動員した日本2度目のライブツアーから神戸・最終日11月24日の神戸ワールド記念ホールの公演の模様を収録。
ギュリ、スンヨン、ニコル、ハラ、ジヨン5人でのライブがこれで最後になった。
KARA 2nd JAPAN TOUR 2013 KARASIAが開催される以前にニコルはDSPメディアとの契約満了を機に、KARAから脱退しソロ活動転身を準備、ジヨンは海外留学を検討中という中でのツアー開催になった。
またDVD、Blu-ray発売日には、ニコルが専属契約満了によりKARAを正式に脱退、ジヨンも契約満了によりKARAからの脱退が濃厚とした中での発売だった。
初回盤には、ツアー・メイキング・フィルムとして神戸公演2DAYSの舞台裏に完全密着した特典映像を収録。
2014年1月12日にWOWOWにて同公演の模様を放送。DVD/Blu-rayにはカットされた部分（RUNAWAY、バイバイ ハッピーデイズ!、ガールズ パワー、KARA KIDSとクラウンのパフォーマンス、衣装換え時のCGおよびMC部分）も収録。

## 収録曲
DISC1
1. LUPIN
2. ジャンピン
3. Pandora
4. Damaged Lady
5. 2NIGHT
6. Miss U
7. Pretty Girl
8. We Will Rock You by スンヨン
9. KISSして by ギュリ
10. We Found Love by ニコル
11. GLAMOROUS SKY by ハラ
12. YOUNG MAN(Y.M.C.A.) by ジヨン
13. HANABI
14. RUNAWAY
15. ウィンターマジック
16. フレンチキス
17. バイバイ ハッピーデイズ!
18. ガールズ パワー
19. マイボーイ
20. サンキュー サマーラブ
21. GO GOサマー!
22. ジェットコースターラブ
23. ミスター<ENCORE>
24. スウィートデイズ<ENCORE>
25. SOS<ENCORE>
26. 今、贈りたい「ありがとう」<ENCORE>
27. STEP<ENCORE>

DISC2
- スペシャル・メイキング・フィルム (初回盤のみ収録)